# Copa da Alemanha de Futebol de 2023–24
A DFB-Pokal de 2023–24 foi a 81ª temporada anual da Copa da Alemanha. Começou em 11 de agosto de 2023 e terminará no dia 25 de maio de 2024 no Estádio Olímpico de Berlim, um local neutro, que sedia a final da copa desde 1985.
O RB Leipzig é o atual campeão, depois de ter vencido o Eintracht Frankfurt na temporada passada, porém foram eliminados na segunda fase pelo Wolfsburg.
O vencedor da Copa da Alemanha recebe a qualificação automática para a fase de grupos da edição 2024–25 da Liga Europa. Se o campeão já estiver classificado para a Liga dos Campeões da UEFA através de uma posição na Bundesliga, a vaga vai para o time da sexta colocação. O vencedor também sediará a edição 2024 da Supercopa da Alemanha no início da próxima temporada e enfrentará o campeão da Bundesliga de 2023–24.

## Calendário
| Fase             | Data de sorteio         | Data das partidas                                           |
| ---------------- | ----------------------- | ----------------------------------------------------------- |
| Primera fase     | 18 de junho de 2023     | 11-31 de agosto e 26-27 de setembro de 2023                 |
| Segunda fase     | 1 de outubro de 2023    | 31 de outubro-1 de novembro de 2023                         |
| Oitavas de final | 5 de novembro de 2023   | 5-6 de dezembro de 2023                                     |
| Quartas de final | 10 de dezembro de 2023  | 30–31 de janeiro e 6-7 de fevereiro de 2024                 |
| Semifinais       | 11 de fevereiro de 2024 | 2-3 de abril de 2024                                        |
| Final            | 11 de fevereiro de 2024 | 25 de maio de 2024 no Estádio Olímpico de Berlim, em Berlim |

## Clubes participantes
Os seguintes times participam da competição nesta temporada:
| Bundesliga 18 clubes da temporada 2022–23 | 2. Bundesliga 18 clubes da temporada 2022–23 | 3. Liga Os 4 clubes com melhor campanha na temporada 2022–23 |
| - Augsburg - Bayer Leverkusen - Bayern de Munique - Bochum - Borussia Dortmund - Borussia Mönchengladbach - Eintracht Frankfurt - Freiburg - Hertha Berlim - Hoffenheim - Köln - Mainz 05 - RB Leipzig - Schalke 04 - Stuttgart - Union Berlin - Werder Bremen - Wolfsburg | - Arminia Bielefeld - Darmstadt 98 - Eintracht Braunschweig - Fortuna Düsseldorf - Greuther Fürth - Hamburgo - Hannover 96 - Hansa Rostock - Heidenheim - Holstein Kiel - Jahn Regensburg - Kaiserslautern - Karlsruher - Magdeburg - Nürnberg - Paderborn - Sandhausen - St. Pauli | - Elversberg - Osnabrück - Wehen Wiesbaden - Saarbrücken |
| Representantes das associações regionais 24 representantes de 21 associações regionais da DFB. | | |
| Baden - Astoria Walldorf Baviera - FV Illertissen (VC) - Unterhaching (VL) Berlim - Makkabi Berlim Brandemburgo - Energie Cottbus Bremen - Oberneuland Hamburgo - Teutonia Ottensen Hesse - FSV Frankfurt                                                                  | Baixa Renânia - Rot-Weiss Essen Baixa Saxônia - Atlas Delmenhorst (3L/RL) - TuS Bersenbrück (Am.) Mecklemburgo-Pomerânia Ocidental - Rostocker FC Renânia do Meio - Viktoria Köln Renânia-Palatinado - FC Rot-Weiß Koblenz Sarre - FC 08 Homburg Saxônia - Lokomotive Leipzig       | Saxônia-Anhalt - Hallescher Eslésvico-Holsácia - Lübeck Baden-Württemberg (sul) - SV Oberachern Sudoeste - Schott Mainz Turíngia - Carl Zeiss Jena Vestfália - FC Gütersloh 2000 (VC) - Preußen Münster (RL) Württemberg - TSG Balingen |

## Primeira fase
O sorteio para a primeira fase foi realizado em 18 de junho de 2023, com Sarah Vogel sorteando os confrontos. 32 partidas foram disputadas, sendo 30 sendo realizadas de 11 a 14 de agosto de 2023, e as outras duas nos dias 26 e 27 de setembro.
| Equipe 1               | Resultado       | Equipe 2                 |
| ---------------------- | --------------- | ------------------------ |
| Sandhausen             | 3–3 (4–2) (pen) | Hannover 96              |
| Saarbrücken            | 2–1             | Karlsruher               |
| TuS Bersenbrück        | 0–7             | Borussia Mönchengladbach |
| Eintracht Braunschweig | 1–3             | Schalke 04               |
| TSG Balingen           | 0–4             | Stuttgart                |
| Carl Zeiss Jena        | 0–5             | Hertha Berlim            |
| Atlas Delmenhorst      | 0–5             | St. Pauli                |
| Oberneuland            | 1–9             | Nürnberg                 |
| Schott Mainz           | 1–6             | Borussia Dortmund        |
| Viktoria Köln          | 3–2             | Werder Bremen            |
| Teutonia Ottensen      | 0–8             | Bayer Leverkusen         |
| FC Gütersloh 2000      | 0–2             | Holstein Kiel            |
| Hallescher             | 0–1             | Greuther Fürth           |
| Elversberg             | 0–1             | Mainz 05                 |
| Arminia Bielefeld      | 2–2 (4–1) (pen) | Bochum                   |
| Rostocker FC           | 0–8             | Heidenheim               |
| Rot-Weiss Essen        | 3–4             | Hamburgo                 |
| FV Illertissen         | 1–3             | Fortuna Düsseldorf       |
| Makkabi Berlim         | 0–6             | Wolfsburg                |
| FC Rot-Weiß Koblenz    | 0–5             | Kaiserslautern           |
| Unterhaching           | 2–0             | Augsburg                 |
| SV Oberachern          | 0–7             | Freiburg                 |
| Astoria Walldorf       | 0–2             | Union Berlin             |
| FSV Frankfurt          | 1–1 (0–3) (pen) | Hansa Rostock            |
| FC 08 Homburg          | 3–0             | Darmstadt 98             |
| Jahn Regensburg        | 1–2             | Magdeburg                |
| Lübeck                 | 1–4             | Hoffenheim               |
| Osnabrück              | 1–3             | Köln                     |
| Preußen Münster        | 0–4             | Bayern de Munique        |
| Wehen Wiesbaden        | 2–3             | RB Leipzig               |

## Segunda fase
O sorteio para a segunda fase foi realizado em 1 de outubro de 2023, com Shkodran Mustafi sorteando os confrontos. As 16 partidas foram disputadas nos dias 31 de outubro e 1 de novembro de 2023.
| Equipe 1                 | Resultado       | Equipe 2            |
| ------------------------ | --------------- | ------------------- |
| FC 08 Homburg            | 2–1             | Greuther Fürth      |
| St. Pauli                | 2–1             | Schalke 04          |
| Stuttgart                | 1–0             | Union Berlin        |
| Wolfsburg                | 1–0             | RB Leipzig          |
| Arminia Bielefeld        | 1–1 (3–4) (pen) | Hamburgo            |
| Unterhaching             | 3–6             | Fortuna Düsseldorf  |
| Borussia Mönchengladbach | 3–1             | Heidenheim          |
| Kaiserslautern           | 3–2             | Köln                |
| Sandhausen               | 2–5             | Bayer Leverkusen    |
| Holstein Kiel            | 3–3 (3–4) (pen) | Magdeburg           |
| Freiburg                 | 1–3             | Paderborn           |
| Borussia Dortmund        | 1–0             | Hoffenheim          |
| Viktoria Köln            | 0–2             | Eintracht Frankfurt |
| Saarbrücken              | 2–1             | Bayern de Munique   |
| Nürnberg                 | 3–2             | Hansa Rostock       |
| Hertha Berlim            | 3–0             | Mainz 05            |

## Fase Final

### Chaveamento
|  | Oitavas de final         | Oitavas de final         |      |                  | Quartas de final | Quartas de final |  |                  | Semifinais | Semifinais |  |                | Final | Final |
|  |                          |                          |      |                  |                  |                  |  |                  |            |            |  |                |       |       |
|  | Saarbrücken              | 2                        |      |                  |                  |                  |  |                  |            |            |  |                |       |       |
|  | Eintracht Frankfurt      | 0                        |      |                  |                  |                  |  |                  |            |            |  |                |       |       |
|  | Eintracht Frankfurt      | 0                        |      | Saarbrücken      | 2                |                  |  |                  |            |            |  |                |       |       |
|  |                          |                          |      | Saarbrücken      | 2                |                  |  |                  |            |            |  |                |       |       |
|  |                          | Borussia Mönchengladbach | 1    |                  |                  |                  |  |                  |            |            |  |                |       |       |
|  | Borussia Mönchengladbach | Borussia Mönchengladbach | 1    | 1                |                  |                  |  |                  |            |            |  |                |       |       |
|  | Borussia Mönchengladbach |                          |      | 1                |                  |                  |  |                  |            |            |  |                |       |       |
|  | Wolfsburg                | 0                        |      |                  |                  |                  |  |                  |            |            |  |                |       |       |
|  | Wolfsburg                | 0                        |      |                  |                  |                  |  | Saarbrücken      | 0          |            |  |                |       |       |
|  |                          |                          |      |                  |                  |                  |  | Saarbrücken      | 0          |            |  |                |       |       |
|  |                          | Kaiserslautern           | 2    |                  |                  |                  |  |                  |            |            |  |                |       |       |
|  | Hertha Berlim            | Kaiserslautern           | 2    | 3(5)             |                  |                  |  |                  |            |            |  |                |       |       |
|  | Hertha Berlim            |                          |      | 3(5)             |                  |                  |  |                  |            |            |  |                |       |       |
|  | Hamburgo                 | 3(3)                     |      |                  |                  |                  |  |                  |            |            |  |                |       |       |
|  | Hamburgo                 | 3(3)                     |      | Hertha Berlim    | 1                |                  |  |                  |            |            |  |                |       |       |
|  |                          |                          |      | Hertha Berlim    | 1                |                  |  |                  |            |            |  |                |       |       |
|  |                          | Kaiserslautern           | 3    |                  |                  |                  |  |                  |            |            |  |                |       |       |
|  | Kaiserslautern           | Kaiserslautern           | 3    | 2                |                  |                  |  |                  |            |            |  |                |       |       |
|  | Kaiserslautern           |                          |      | 2                |                  |                  |  |                  |            |            |  |                |       |       |
|  | Nürnberg                 | 0                        |      |                  |                  |                  |  |                  |            |            |  |                |       |       |
|  | Nürnberg                 | 0                        |      |                  |                  |                  |  |                  |            |            |  | Kaiserslautern | 0     |       |
|  |                          |                          |      |                  |                  |                  |  |                  |            |            |  | Kaiserslautern | 0     |       |
|  |                          | Bayer Leverkusen         | 1    |                  |                  |                  |  |                  |            |            |  |                |       |       |
|  | Bayer Leverkusen         | Bayer Leverkusen         | 1    | 3                |                  |                  |  |                  |            |            |  |                |       |       |
|  | Bayer Leverkusen         |                          |      | 3                |                  |                  |  |                  |            |            |  |                |       |       |
|  | Paderborn                | 1                        |      |                  |                  |                  |  |                  |            |            |  |                |       |       |
|  | Paderborn                | 1                        |      | Bayer Leverkusen | 3                |                  |  |                  |            |            |  |                |       |       |
|  |                          |                          |      | Bayer Leverkusen | 3                |                  |  |                  |            |            |  |                |       |       |
|  |                          | Stuttgart                | 1    |                  |                  |                  |  |                  |            |            |  |                |       |       |
|  | Stuttgart                | Stuttgart                | 1    | 2                |                  |                  |  |                  |            |            |  |                |       |       |
|  | Stuttgart                |                          |      | 2                |                  |                  |  |                  |            |            |  |                |       |       |
|  | Borussia Dortmund        | 0                        |      |                  |                  |                  |  |                  |            |            |  |                |       |       |
|  | Borussia Dortmund        | 0                        |      |                  |                  |                  |  | Bayer Leverkusen | 4          |            |  |                |       |       |
|  |                          |                          |      |                  |                  |                  |  | Bayer Leverkusen | 4          |            |  |                |       |       |
|  |                          | Fortuna Düsseldorf       | 0    |                  |                  |                  |  |                  |            |            |  |                |       |       |
|  | FC 08 Homburg            | Fortuna Düsseldorf       | 0    | 1                |                  |                  |  |                  |            |            |  |                |       |       |
|  | FC 08 Homburg            |                          |      | 1                |                  |                  |  |                  |            |            |  |                |       |       |
|  | St. Pauli                | 4                        |      |                  |                  |                  |  |                  |            |            |  |                |       |       |
|  | St. Pauli                | 4                        |      | St. Pauli        | 2(3)             |                  |  |                  |            |            |  |                |       |       |
|  |                          |                          |      | St. Pauli        | 2(3)             |                  |  |                  |            |            |  |                |       |       |
|  |                          | Fortuna Düsseldorf       | 2(4) |                  |                  |                  |  |                  |            |            |  |                |       |       |
|  | Magdeburg                | Fortuna Düsseldorf       | 2(4) | 1                |                  |                  |  |                  |            |            |  |                |       |       |
|  | Magdeburg                |                          |      | 1                |                  |                  |  |                  |            |            |  |                |       |       |
|  | Fortuna Düsseldorf       | 2                        |      |                  |                  |                  |  |                  |            |            |  |                |       |       |

### Oitavas de final
O sorteio para as oitavas de final foi realizado em 5 de novembro de 2023, com Denise Schindler sorteando os confrontos. As 8 partidas foram disputadas entre os dias 5 e 6 de dezembro de 2023.
| Equipe 1                 | Resultado    | Equipe 2            |
| ------------------------ | ------------ | ------------------- |
| Saarbrücken              | 2 – 0        | Eintracht Frankfurt |
| Borussia Mönchengladbach | 1 – 0        | Wolfsburg           |
| Hertha Berlim            | 3 – 1 (5–3p) | Hamburgo            |
| Kaiserslautern           | 2 – 0        | Nürnberg            |
| Bayer Leverkusen         | 3 – 1        | Paderborn           |
| Stuttgart                | 2 – 0        | Borussia Dortmund   |
| FC 08 Homburg            | 1 – 4        | St. Pauli           |
| Magdeburg                | 1 – 2        | Fortuna Düsseldorf  |

### Quartas de final
O sorteio para as quartas de final foi realizado em 10 de dezembro de 2023, com Jens Nowotny sorteando os confrontos. As 4 partidas foram disputadas nos dias 30 e 31 de janeiro, 6 de fevereiro e 12 de março de 2024.
| Equipe 1         | Resultado    | Equipe 2                 |
| ---------------- | ------------ | ------------------------ |
| Saarbrücken      | 2 – 1        | Borussia Mönchengladbach |
| Hertha Berlim    | 1 – 3        | Kaiserslautern           |
| Bayer Leverkusen | 3 – 1        | Stuttgart                |
| St. Pauli        | 2 – 2 (3–4p) | Fortuna Düsseldorf       |

### Semifinais
O sorteio para as semifinais e final foi realizado em 11 de fevereiro de 2024, com Béla Réthy sorteando os confrontos. As 2 partidas foram disputadas nos dias 2 e 3 de abril de 2024.
| Equipe 1         | Resultado | Equipe 2           |
| ---------------- | --------- | ------------------ |
| Saarbrücken      | 0 – 2     | Kaiserslautern     |
| Bayer Leverkusen | 4 – 0     | Fortuna Düsseldorf |

### Final
A final foi disputada no Estádio Olímpico de Berlim, em Berlim.
| 25 de maio de 2024 | Kaiserslautern | 0 – 1 | Bayer Leverkusen | Estádio Olímpico, Berlim                     |
| 20:00 (UTC+2)      |                |       | 17' Xhaka        | Público: 74 322 Árbitro: ALE Bastian Dankert |

## Premiação
| Copa da Alemanha de 2023–24           |
| ------------------------------------- |
| Bayer Leverkusen Campeão (2.º título) |